# 10 Kilo Records
10 Kilo Records – wytwórnia płytowa założona przez Richarda Bloora w październiku 1998.
Richard nagrywał pod szyldem „TIP” przez wiele lat, jednak w pewnym momencie zdecydował się na założenie własnej wytwórni. Wytwórnia promuje artystów muzyki dance: electronica, breakbeat, tech-house, dub, drum & bass, downbeat i hip-hop, a także kilku grających rocka i pop.

## Lista artystów 10 Kilo Records

### Artyści
- 100th Process
- Anderson
- Blim
- Bushwacka!
- Broadway Danny Rose
- Nathan Coles
- Dreadzone
- Elite Force
- Excess Head
- Freakazoids
- DJ Hal
- Higher Spin States
- High Prime
- Jacknife
- Joe B
- Kiril
- LA Hookers
- Layo
- The Light
- Meat Katie
- McMillan
- MC Sultan
- Monster Vision Inc
- PFN
- PMT
- Phonc
- Red Moon
- Red Star
- Rennie Pilgrem
- Rock City Shockers
- Dylan Rhymes
- Will Saul
- Silicon Valley Def Stars
- Silver Storic
- Smithmonger
- Sneaker Pimps
- South
- Subsonic Legacy
- Synchro
- Dirk Technic
- Tycho
- 'Tab'
- Undergram
- Waveforms

### DJ-e
- Nathan Coles
- DJ Hal
- The Light
- PFN
- Dimitri Nakov
- Rikki Rokkit
- Danny Briottet and AJ
- DJ Flix